# Gottschalk Late Night
Gottschalk Late Night war eine von Thomas Gottschalk moderierte Sendung im Programm des Privatsenders RTL. Sie war das erste tägliche Unterhaltungsformat nach 22:00 Uhr in Deutschland. Entwickelt wurde sie von den beiden Brüdern Thomas und Christoph Gottschalk.

## Hintergrund
Gottschalk war im Mai 1992 vom ZDF, wo er bis zu diesem Zeitpunkt als Moderator von Wetten, dass..? tätig war, zu RTL gewechselt. Dieser Schritt und die Ankündigung einer täglichen Unterhaltungssendung, die im späten Abendprogramm ausgestrahlt werden sollte, wurden kontrovers diskutiert. Einerseits hatte er die Moderation der erfolgreichen Sendung Wetten, dass..? abgeben müssen, andererseits betrat er mit diesem Projekt absolutes Neuland in der deutschen Fernsehwelt. Zunächst sollte die Show lediglich eine deutsche Version entsprechender US-Formate von Johnny Carson und David Letterman werden, doch das Konzept wurde geändert, so dass die Sendung deutliche Unterschiede zu diesen beiden Late-Night-Shows aufwies. Gottschalk Late Night entsprach vom Ablauf her eher einer Talkshow mit prominenten Gästen. Zudem waren Anleihen aus bekannten Unterhaltungsshows unverkennbar, etwa eine lange Treppe, auf der Gottschalk ins Studio kam.

## Ausstrahlung
Die Premiere der Sendung war am 28. September 1992. Die Show lief zunächst werktags ab 23.15 Uhr, ab Januar 1993 erfolgte die Ausstrahlung von Dienstag bis Freitag. In den Sommermonaten pausierte die Sendung; vereinzelt wurden Wiederholungen alter Folgen gezeigt.
Das Ende der Sendung kam überraschend. Nachdem im Februar 1995 bekannt wurde, dass Gottschalk Anfang 1996 zum Konkurrenten Sat.1 wechseln würde, wurde sein bis Dezember laufender Vertrag im April 1995 seitens RTL gekündigt. Als Begründung gab man an, die Sendung habe die vertraglich vereinbarte Mindestgrenze von 17 % Zuschaueranteil unterschritten.
Gottschalk Late Night etablierte dieses TV-Format im deutschen Fernsehen, nachdem bereits in Schmidteinander zahlreiche Late-Night-Elemente zu sehen waren, und war damit ein Vorreiter für andere Sendungen wie Die Harald Schmidt Show oder TV total.

## Inhalt
Der Ablauf der Sendung bestand zunächst aus einem mehrminütigen Monolog Gottschalks mit Kommentaren zu tagesaktuellen Themen. Es folgte der Hauptteil der Sendung, in dem er sich mit eingeladenen Prominenten unterhielt. In kleinen Einspielfilmen, die zwischengeschoben wurden, war Gottschalk in verschiedenen Sketch-Rollen zu sehen. Bestandteil jeder Sendung war außerdem eine Live-Schaltung in das Wohnzimmer einer zuvor ausgewählten Familie. Christoph Pauli sorgte mit seiner Band für die musikalische Untermalung.
Im Laufe der Sendung wurden mehrfach inhaltliche Änderungen vorgenommen. Die Erhöhung der Gästezahl (zuletzt waren es fünf pro Sendung) ging dabei einher mit den geminderten Anforderungen an die Eingeladenen; kamen anfangs vornehmlich bekannte Größen aus Unterhaltung, Sport und Gesellschaft in die Show, so waren es später zunehmend sog. B- und C-Prominente. Zudem wurde der Name der Sendung zu Gottschalk täglich geändert.
Die Sendung besaß mit dem Zwergspitz Dicker (* 1985) zudem ein tierisches Maskottchen. Der Hund, der dem Aufnahmeleiter Nick Krause gehörte, erhielt eine monatliche „Gage“ von 5000 DM und erlangte durch regelmäßige Auftritte in der Show größere Bekanntheit. Auf Grund von Differenzen bei Vertragsverhandlungen wurde der Hund 1994 aus der Sendung gestrichen.

## Kritik und Erfolg
Gottschalks Weggang vom Unterhaltungszugpferd Wetten, dass..? bot nicht wenigen Kritikern Anlass, seine weitere Karriere in Frage zu stellen. Das Format einer täglichen Late-Night-Show schien für den deutschen Fernsehmarkt zu riskant, zu wenig erfolgversprechend. Die Show fiel bei den Kritikern mehrheitlich durch, das Konzept der Sendung wurde scharf angegriffen und Gottschalk mit Häme überschüttet.

„Es ist schon seltsam: Obwohl er alles wie immer macht, macht er doch – mit einem Mal – alles falsch. Der Witz ist schal geworden, der Charme zotig, das Tempo nur oberflächliche Dynamik.“

Einen großen Skandal löste die Einladung des Vorsitzenden der rechten Partei Die Republikaner, Franz Schönhuber, für die Folge vom 26. November 1992 aus. Die Anwesenheit des Politikers nur wenige Tage nach dem Mordanschlag von Mölln rief breite Empörung hervor. Gottschalk wurde vorgeworfen, Rechtsradikale salonfähig zu machen und ihnen ein Forum zu geben. Der Moderator entschuldigte sich später, in der Sache „zu naiv“ gewesen zu sein.
Die Resonanz der Sendung beim Publikum war zunächst sehr gut. In den ersten Monaten schalteten bis zu 3,5 Millionen Zuschauer ein, was angesichts des späten Sendetermins eine beachtliche Zahl war. Später pendelte sich der Wert lange Zeit bei durchschnittlich 2 Millionen Zuschauern ein. Bei den letzten Folgen war die Zuschauerzahl teilweise auf nur noch rund 1,5 Millionen gesunken.
Gottschalk erhielt für die Sendung 1994 die Goldene Kamera.

## Sonstiges
- Ende 1992 veranstaltete Gottschalk in der Sendung den Wettbewerb Model ’92. Die Gewinnerin war die damals 19-jährige Heidi Klum, die hinterher zum weltweit bekannten Top-Model aufstieg. Nicole Blickle, die ebenfalls an diesem Wettbewerb teilnahm, wurde 2023 Kandidatin in der 18. Staffel von Heidi Klums Sendung Germany’s Next Topmodel.[6]
- Zur Überbrückung der Sommerpause im Jahr 1994 wurde die vom Konzept her weitgehend identische RTL Nachtshow ins Leben gerufen; Moderator war Thomas Koschwitz, der nach Gottschalks Abgang von RTL auch dessen Nachfolge antrat.
- Der Redaktion gehörten der vormalige Titanic-Chefredakteur Jörg Metes und der spätere Titanic-Chefredakteur Oliver Maria Schmitt an.[7][8]